# Colostygia signata
Colostygia signata är en fjärilsart som beskrevs av Moore 1867. Colostygia signata ingår i släktet Colostygia och familjen mätare. Inga underarter finns listade i Catalogue of Life.